# Elizabeth Berridge, Baroness Berridge

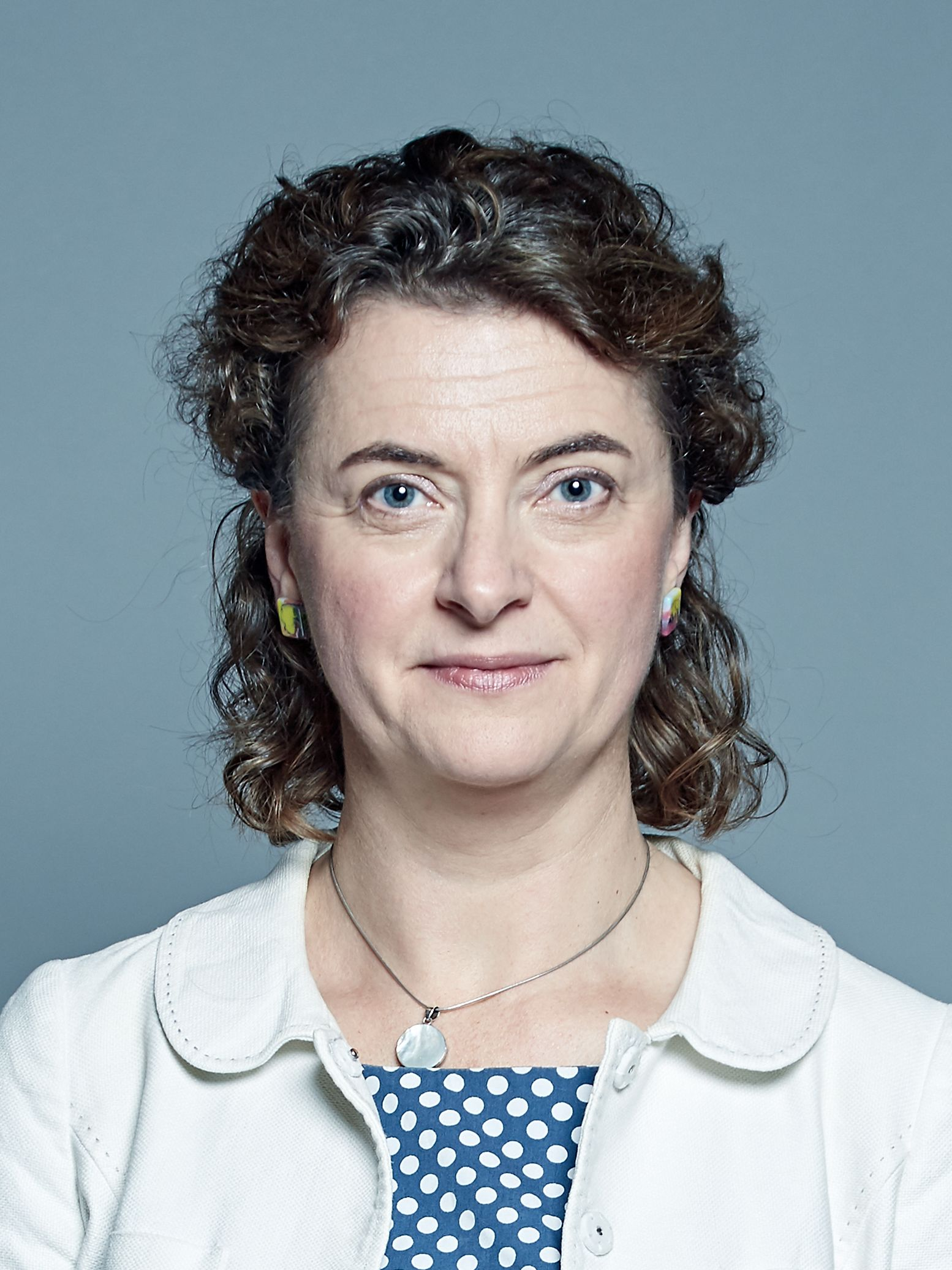
Elizabeth Berridge, Baroness Berridge, 2018

Elizabeth Rose Berridge, Baroness Berridge (* 22. März 1972 in Rutland, England) ist eine britische Juristin, Politikerin (Conservative Party) und Life Peeress.

## Leben und Karriere
Berridge wurde im County Rutland geboren und besuchte dort die Schule. Sie besuchte das Vale of Catmose College und das Rutland College in Oakham. Am Emmanuel College der University of Cambridge studierte sie Rechtswissenschaften (Law) und wurde an der Inns of Court School of Law in London zum Barrister ausgebildet. Sie war als Barrister tätig (Zulassung 1996), bevor sie 2005 zum Executive Director der Organisation Conservative Christian Fellowship ernannt wurde, was sie bis 2011 blieb.
Bei der Unterhauswahl 2005 trat Berridge im Wahlkreis Stockport für die Conservative Party an.
Sie ist Mitglied des Treuhandrates (Trustee) und Direktorin der Kainos Community, einer Wohltätigkeitsorganisation, die Rehabilitationseinrichtungen in drei Gefängnissen betreibt. Berridge gehört dem Beirat (Advisory Council) der Foundation for Relief and Reconciliation in the Middle East an, die die Arbeit von Reverend Canon Andrew White, dem „Pfarrer von Bagdad“ (Vicar of Baghdad) unterstützt. Außerdem ist sie Direktorin und Mitglied des Treuhandrates (Trustee) der Wohltätigkeitsorganisation More than Gold.
Berridge lebte zeitweise in Ghana und in Trinidad und Tobago.

## Mitgliedschaft im House of Lords
Berridge wurde am 18. Januar 2011 zur Life Peeress als Baroness Berridge, of the Vale of Catmose in the County of Rutland ernannt. Am 20. Januar 2011 wurde sie mit Unterstützung von Ian McColl, Baron McColl of Dulwich und Patricia Morris, Baroness Morris of Bolton offiziell ins House of Lords eingeführt.
Sie ist die jüngste Frau, die derzeit (Stand: Juni 2012) dem Oberhaus angehört. Um ihre Kosten in Verbindung mit ihren Pflichten im House of Lords zu decken, erhält sie finanzielle Unterstützung von einer Reihe von Freunden und Familienmitgliedern.
Als Themen von politischem Interesse nennt sie auf der Webseite des House of Lords Multikulturalismus, junge Leute und Geringverdiener. Als Staaten von Interesse gibt sie Ghana, Irak, Nigeria und Trinidad und Tobago an.
Im Oktober 2011 stellte sie eine parlamentarische Anfrage zur aktuellen Entwicklung in Ägypten. Nach einer parlamentarischen Untersuchung äußerte sich Berridge im März 2012 kritisch zu den Möglichkeiten von Christen im Vereinigten Königreich ihren Glauben zu praktizieren.
Berridge ist regelmäßig an Sitzungstagen anwesend.

## Wirken in der Öffentlichkeit
Vom 16. bis 20. September 2011 besuchte sie Israel und die Palästinensischen Gebiete, wobei sie mit dem israelischen Vizepremier Dan Meridor und Vertretern der UN, des FCO und dem Büro des Nahost-Quartetts zusammen. Im Anschluss besuchte sie vom 25. September bis 2. Oktober 2011 Ägypten, wo sie mit Führern von Christen und Muslimen, sowie Vertretern des FCO und der EU zusammentraf.
In einem Blog kritisierte sie im November 2011 die Pläne des Parteiaktivisten Tim Montgomerie eine eigene, externe Stabsabteilung (External Relations Unit) für die Pflege von Beziehungen zu den wichtigen Interessengruppen und zu Gemeinden einzurichten. Im November 2011 nahm Berridge, als Zeichen ihrer Verbundenheit zu ihrem College und ihrer Heimat, an der Zeremonie des Catmose College teil, bei der die Studenten des vergangenen Jahres präsentiert wurden.
Berridge nahm im Februar 2012 an einer Veranstaltung unter dem Titel An Evening With Baroness Berridge teil, bei der sie über das Thema soziale Gerechtigkeit sprach.
Im Rahmen des Projektes Peers in Schools besuchte sie im März 2012 das Melton Vale Post 16 Centre.

## Titel/Anreden
- Miss Elizabeth Berridge (1972–2011)
- The Baroness Berridge (2011–)